# Verrijzeniskerk (Sint-Petersburg)
De Kerk van de Verrijzenis van Christus (Russisch: Воскресенская церковь) is een Russisch-orthodox kerkgebouw in de Russische stad Sint-Petersburg. De kerk staat naast het Warschau-station.

## Geschiedenis
Te midden in een buurt met zware industrie en sloppenwijken werd in de jaren 1904-1908 de "Kerk van de Verrijzenis van Christus" gebouwd op de plaats van een tijdelijke houten kerk uit 1894. Het was een initiatief van een broederschap met de naam Alexander Nevski die streed tegen alcoholmisbruik en zich inzette voor een sobere, christelijke en deugdzame levenswandel. Drie prominente Russische architecten hielden zich bezig met het ontwerp van de kerk, een modern gebouw van rode baksteen maar traditioneel van vorm met een grote middenkoepel, vier veel kleinere koepels en een mooie gelaagde klokkentoren. Het interieur van de kerk was ongebruikelijk eenvoudig. Het voornaamste heiligdom van de kerk was een icoon van de Wederopstanding van Christus, een geschenk van de patriarch van Jeruzalem. Vlak voor de revolutie bezochten jaarlijks meer dan één miljoen gelovigen de kerk. Na de wijding in 1908 bleef men verder werken aan het interieur.

## Sluiting
De kerk kwam na de Oktoberrevolutie in handen van de Levende Kerk en bleef tot 1930 geopend. Na de sluiting werd de kerk in gebruik genomen als opslagplaats. Het interieur van de kerk ging verloren.

## Teruggave
De kerk werd in 1989 teruggegeven aan de Russisch-orthodoxe Kerk en de kerk werd voor het eerst sinds tientallen jaren weer gebruikt tijdens de viering van het paasfeest in 1990. Sindsdien is de kerk geleidelijk aan gerestaureerd. Het interieur van de kerk is nog niet voltooid. In een van de meeste verpauperde wijken van Sint-Petersburg zet de kerk tegenwoordig haar oude missie tot matiging weer voort.
Belangrijkste heiligdom van de kerk is een icoon van de Onuitputtelijke Kelk van de Moeder Gods, een icoon dat wordt ingezet in de strijd tegen drank- en drugsverslaving.
Op 20 juni 1992 vond in deze kerk de begrafenis plaats van de bekende en omstreden Russisch historicus, antropoloog en etnoloog Lev Goemilev plaats.